# Grizzly (estudio de animación)
GRIZZLY, Inc. (株式会社 GRIZZLY) es un estudio de animación japonés. Es el primer estudio en animar exclusivamente los géneros shōnen-ai y yaoi.

## Historia
Grizzly se estableció el 25 de diciembre de 2017 y se presentó formalmente el 23 de marzo de 2018 en AnimeJapan, con el anuncio de que el estudio adaptaría Yarichin Bitch Club en una serie de OVAs.
Grizzly está afiliado al sello Blue Lynx.

## Trabajos

### Cine
| Título                                          | Director     | Fecha de lanzamiento  | Nota(s)                                                        | Ref(s)            |
| ----------------------------------------------- | ------------ | --------------------- | -------------------------------------------------------------- | ----------------- |
| Saezuru Tori wa Habatakanai – The Clouds Gather | Kaori Makita | 15 de febrero de 2020 | Adaptación del manga de Yoneda Kou. Distribuido por Blue Lynx. | [ 4 ] [ 5 ] [ 6 ] |
| Saezuru Tori wa Habatakanai – The Storm Breaks  | TBA          | TBA                   | Secuela de Saezuru Tori wa Habatakanai – The Clouds Gather.    | [ 7 ]             |

### OVA/ONAs
| Título              | Director     | Fecha de lanzamiento                           | Eps | Nota(s)                                | Ref(s) |
| ------------------- | ------------ | ---------------------------------------------- | --- | -------------------------------------- | ------ |
| Yarichin Bitch Club | Ai Yoshimura | 21 de septiembre de 2018 - 17 de abril de 2019 | 2   | Basado en el manga de Tanaka Ogeretsu. | [ 8 ]  |